# نيكولا ستانكوفيتش
نيكولا ستانكوفيتش (بالصربية: Никола Станковић)‏ هو لاعب كرة قدم صربي في مركز الدفاع، ولد في 18 ديسمبر 1993 في سومبور في صربيا. لعب مع نادي باتشكا بالانكا.

## وصلات خارجية
- نيكولا ستانكوفيتش على موقع الاتحاد الأوربي (الإنجليزية)
- نيكولا ستانكوفيتش على موقع قاعدة بيانات كرة القدم.إي يو (الإنجليزية)
- نيكولا ستانكوفيتش على موقع بيانات كرة القدم. دي إي (الألمانية)
- نيكولا ستانكوفيتش على موقع ناشيونال فوتبول تيمز (الإنجليزية)
- نيكولا ستانكوفيتش على موقع Soccerbase.com (لاعب) (الإنجليزية)
- نيكولا ستانكوفيتش على موقع Soccerway.com (الإنجليزية)
- نيكولا ستانكوفيتش على موقع عالم كرة القدم.نت (الإنجليزية)